# Škofija Peterborough, Ontario
Škofija Peterborough je rimskokatoliška škofija s sedežem v Peterboroughu (Kanada).

## Geografija
Škofija zajame področje 25.890 km² s 396.622 prebivalci, od katerih je 99.785 rimokatoličanov (25,2 % vsega prebivalstva).
Škofija se nadalje deli na 41 župnij.

## Škofje
- Jean-François Jamot (11. julij 1882-4. maj 1886)
- Thomas Joseph Dowling (14. december 1886-11. januar 1889)
- Richard Alphonsus O'Connor (11. januar 1889-23. januar 1913)
- Richard Michael Joseph O'Brien (20. junij 1913-17. maj 1929)
- Dennis P. O'Connor (30. januar 1930-30. avgust 1942)
- John Roderick MacDonald (5. junij 1943-14. april 1945)
- Joseph Gerald Berry (7. april 1945-28. november 1953)
- Benjamin Ibberson Webster (24. april 1954-12. marec 1968)
- Francis Anthony Marrocco (10. junij 1968-18. julij 1975)
- James Leonard Doyle (24. maj 1976-28. december 2002)
- Nicola de Angelis (28. december 2002-danes)